# 색즉시공 (영화)
《색즉시공》은 2002년 개봉한 대한민국의 코미디 영화이다. 윤제균 감독의 작품으로, 임창정, 하지원, 최성국, 유채영, 정민이 출연하였다.
영화는 성균관대학교 수원캠퍼스와 원광대학교 등에서 촬영되었다.
1편 개봉 5년 후인 2007년 2탄 《색즉시공 시즌 2》가 개봉하였다. 감독은 윤태윤이 새로 기용되었고, 윤제균 감독은 각본과 제작 분야로 물러났다.

## 줄거리
주인공 은식은 군대 제대 후 입학한 늦깎이 신입생이다. 입학하자마자 해병대 고참이었던 선배 성국의 꾐에 빠져 차력 동아리에 가입하여 차력쇼를 연습하러 다니면서, 기숙사 친구들과 함께 방 안에서 포르노에 탐닉하며 매력적인 여학생과의 섹스를 꿈꾸고 있다. 은식은 에어로빅 특기생이자 교내 퀸카로 인기 있는 은효에게 빠지지만 한심한 모습 때문에 그녀의 친구들에게 비웃음만 살 뿐이다.
은식은 어느 날 전철에서 은효의 뒤편에 섰다가 변태로 오인받아 그만 은효에게 가랑이를 걷어 차인다. 고환이 탱탱 부어 입원하게 된 은식에게 은효는 미안함을 표하면서 부탁을 하나 들어주겠다고 하고, 은식은 마침 연습실이 없었던 차력부에게 연습실을 빌려 달라고 한다. 그래서 차력부는 밤마다 에어로빅 연습실에서 연습을 하게 된다. 처음에 차력부는 밤에 몰래 연습을 하였으나, 에어로빅 동아리 선배인 유미에게 발각된다. 그런데 유미가 성국과 서로 반해 버리면서 차력부는 낮에도 에어로빅 동아리원들과 함께 차력 연습을 하게 된다. 그러면서 은효네 친구들과 은식네 친구들도 서로 가까워진다. 은효네와 은식네는 하나둘씩 커플이 되는데, 은효는 교내 킹카인 상욱의 대시를 받고 그와 사귀는 바람에 은식만 혼자 남겨진다.
하루는 은식이 커플이 된 친구들을 남겨 두고 혼자 기숙사 방에 돌아왔다가, 비아그라를 탄 박카스를 잘못 먹고 발기가 가라앉지 않게 된다. 그리고 옆방에서 성국과 유미 커플이 섹스를 하는 소리가 들리자 자위에 탐닉한다. 그런데 또 그 옆방에서는 은효가 상욱과 섹스를 하고 있었는데, 상욱이 잠깐 자리를 비운 사이 물을 뜨러 나왔다가 방문이 잠겨 들어가지 못하게 된다. 경비원이 올라오자 은효는 일단 아무 문이나 벌컥 열고 들어갔다가 자위를 하는 은식과 마주친다. 은효는 은식에게 창문으로 옆방에 넘어가서 짐을 가져와 달라고 부탁한다. 그러다가 도둑질을 하던 변태 2인조와 마주치고 발기한 채로 인질이 되었다가 간신히 구출된다.
상욱과 연애를 지속하던 은효는 자신이 임신을 한 사실을 알게 된다. 임신 중절을 해야 하는데 병원에서는 보호자를 데려오라고 하고, 은효는 상욱에게 같이 가달라고 하지만 상욱은 매정하게 거절한다. 그날은 더구나 은효의 생일 날이었기에 은효는 큰 배신감을 느낀다. 친구들이 생일 파티를 열어주었고 은식이 거금을 들여 반지를 선물로 주었지만 은효는 차갑게 반응한다. 수술일이 다가오자 은효는 결국 은식을 보호자로 대동하여 수술을 받는다. 수술을 받은 은효는 몸이 약해져 에어로빅 대회에도 못 나가는 처지가 되었고, 은식은 은효의 생일 선물을 팔아서 은효의 몸조리 비용을 마련한다. 은효의 기분을 풀어주기 위해 차력쇼를 보여주자 은효는 웃음과 동시에 눈물을 흘린다.
에어로빅 대학 선수권 대회에서 차력부가 공연을 하기로 되었고 은식은 은효를 도우면서도 연습에 참여하여 성공적으로 공연을 해내는 듯했다. 그러나 대회에 출전하려고 달려가는 은효의 모습을 보고 차력쇼 중간에 고개를 들었다가 망치에 머리를 맞고 기절한다. 은식이 까무러친 사이 은효는 어렵사리 대회를 마치지만, 은식이 이후 화장실로 달려가니 피를 흘린 채 쓰러져 있었다. 은효는 은식에게 업혀 병원으로 실려가고, 은효의 어머니가 찾아와 딸을 질책한다. 은식은 대회장으로 돌아와서 새 여자친구와 희희낙락하던 상욱을 때려눕히고는 은효에게 데려온다. 그리고 그 자신은 자리를 피해준다.
시간이 흘러 은식은 방에서 포르노를 보다가 자신을 찾아온 은효와 마주친다. 은효는 아직 자신에 대한 감정이 남아 있는지를 묻고, 섹스를 하려던 참에 기숙사에 화재가 발생해서 손을 맞잡고 함께 창문으로 뛰어내리는 것으로 영화가 끝난다.

## 캐스팅
- 임창정 : 장원식 역
- 하지원 : 이은효 역
- 최성국 : 최성국 역
- 유채영 : 한유미 역
- 정민 : 함상욱 역
- 진재영 : 김지원 역
- 최원영 : 박찬수 역
- 이대학 : 이대학 역
- 조달환 : 조달환 역
- 신이 : 박경주 역
- 윤시후 : 조윤경 역
- 함소원 : 김현희 역
- 남창희 : 변태 2 역
- 정경호 : 성국 꼬붕 1 역
- 박병은 : 상욱 친구 2 역
- 서창숙 : 호스트바 아줌마 3 역
- 김영임 : 호스트바 아가씨 역
- 홍희용 : 담당 의사 역
- 나재균 : 원장 의사 역
- 박준규 : 변태 2 역 (특별출연)
- 선우은숙 : 은효 모 (특별출연)
- 기주봉 : 산부인과 의사 역 (특별출연)
- 임세호 : 특공대 역 (특별출연)

## 기타
- 전세계 섹스 코미디 영화 상위 50개 중 40위를 차지하였다. 50개 영화 중 49개는 모두 미국 영화이다.